# 五ケ丘
五ケ丘（いつつがおか）は、愛知県豊田市の町名。地名。
現行行政地名は、五ケ丘1丁目〜五ケ丘8丁目、五ケ丘桐山、五ケ丘猿口、五ケ丘鳥立。住居表示は行われていない。

## 地理
愛知県豊田市の中心市街地より東南方約4kmに位置しており、高橋地区の南部に位置している。元々丘陵地であったところを住宅・都市整備公団が1980年代に開発したニュータウンであり、町の中心には遊歩道が整備されている。

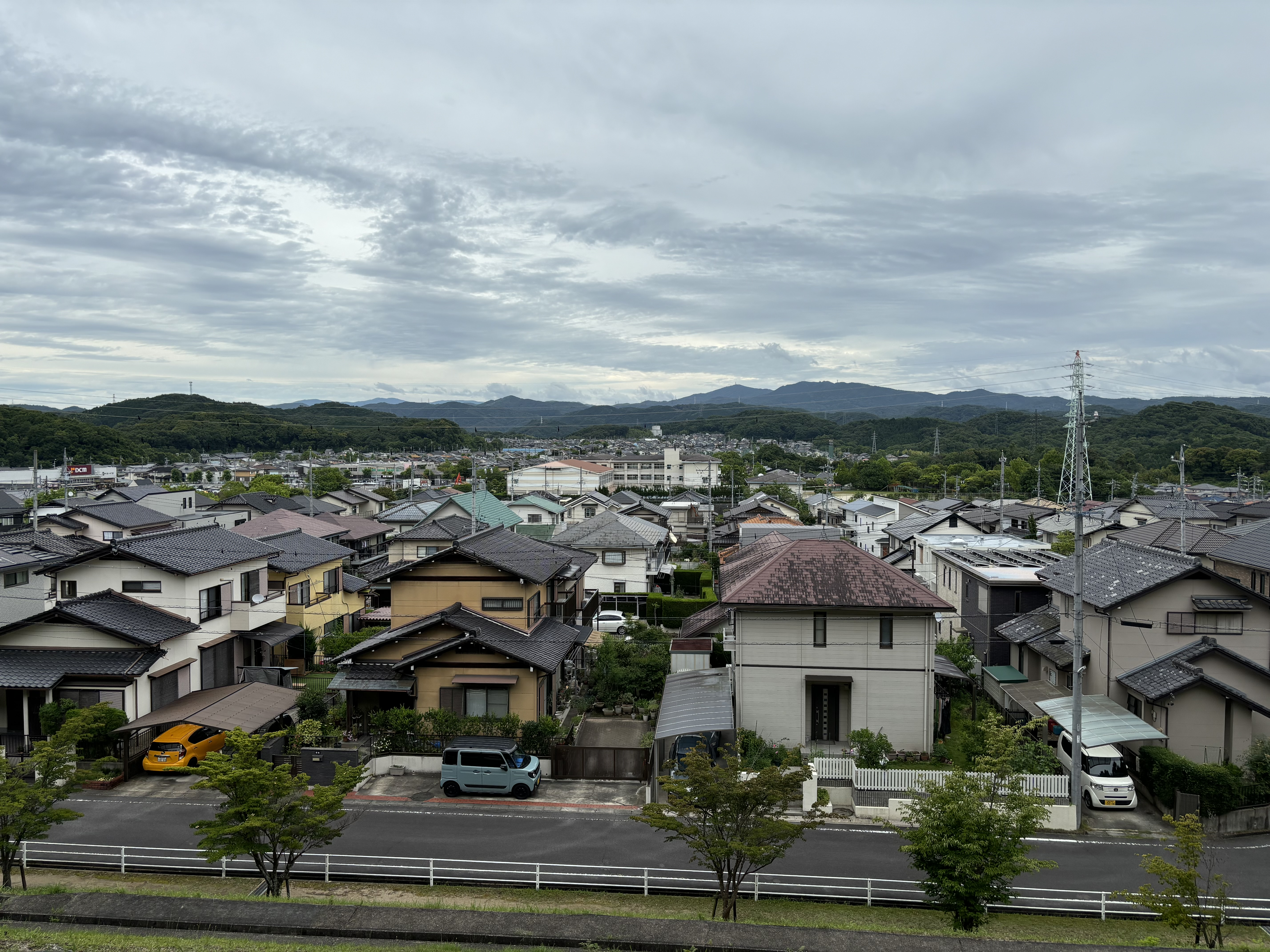
草笛の丘より撮影した五ケ丘(2024年6月)

## 歴史
1980年代に宮前町・野見山町・志賀町・松平志賀町・大見町の5つの町丁にまたがる区域に五ケ丘が造成された。

### 町名の由来
草笛の丘・太陽の丘・鐘のなる丘・見晴らしの丘・万葉の丘の5つの丘に住宅街が囲まれていることに由来する。

### 沿革
- 1979年（昭和54年）10月1日 - 都市計画決定[WEB 7]。
- 1987年（昭和62年）3月12日 - 換地処分に伴い、五ケ丘の新町名が設定される[WEB 8]。
- 1987年（昭和62年）4月 - 豊田市立五ケ丘小学校が開校。
- 1990年（平成2年）4月 - 豊田市立五ケ丘東小学校が開校。
- 2004年（平成16年）10月 - 名鉄バス近距離高速バス名古屋・豊田線の運行開始。五ケ丘から栄・名古屋まで乗り換えなしで行けるように。
- 2019年（平成31年）3月 - 名鉄バス近距離高速バス名古屋・豊田線の五ケ丘ニュータウンへの乗り入れが廃止。

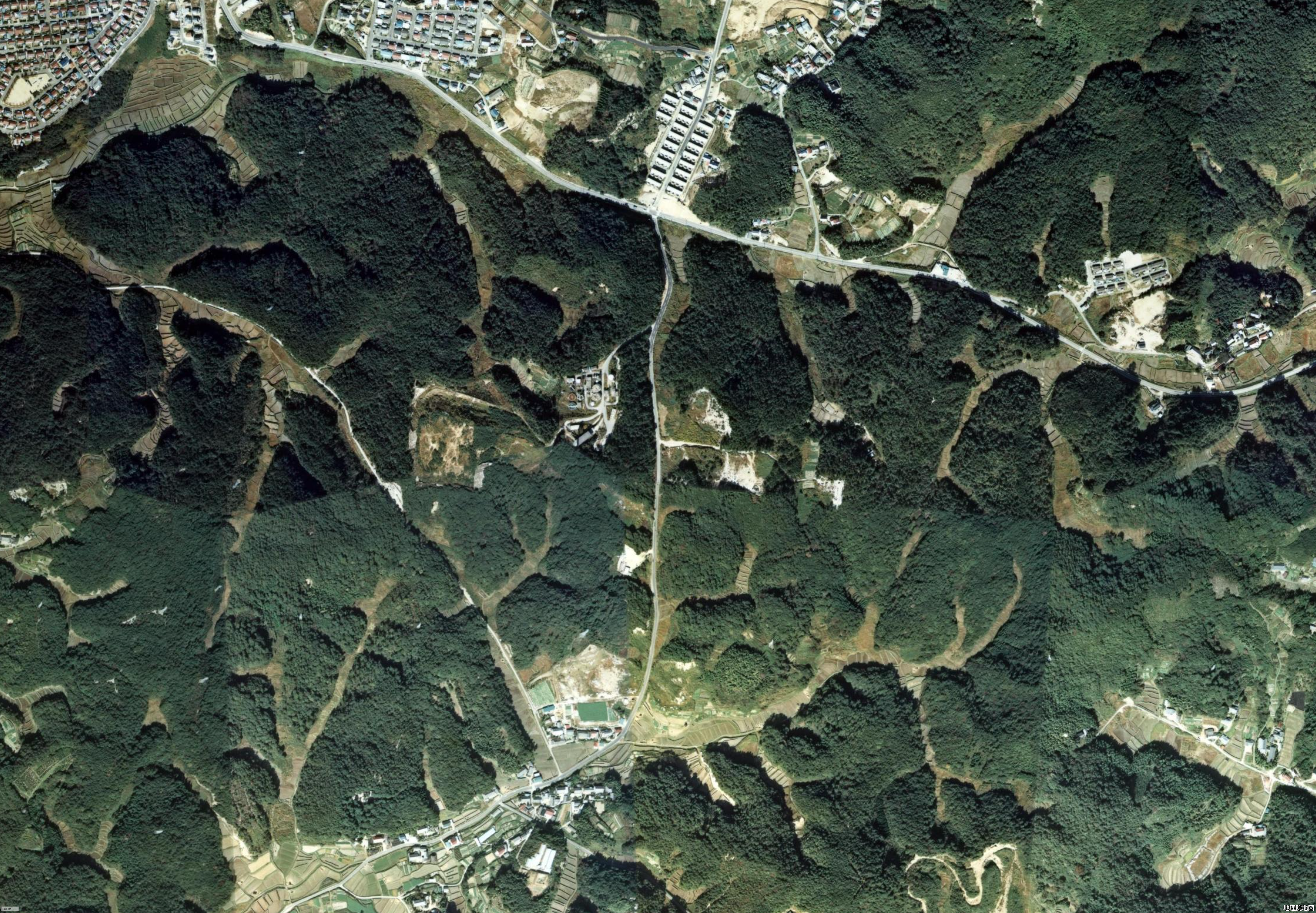
1977年の五ケ丘(国土地理院撮影)

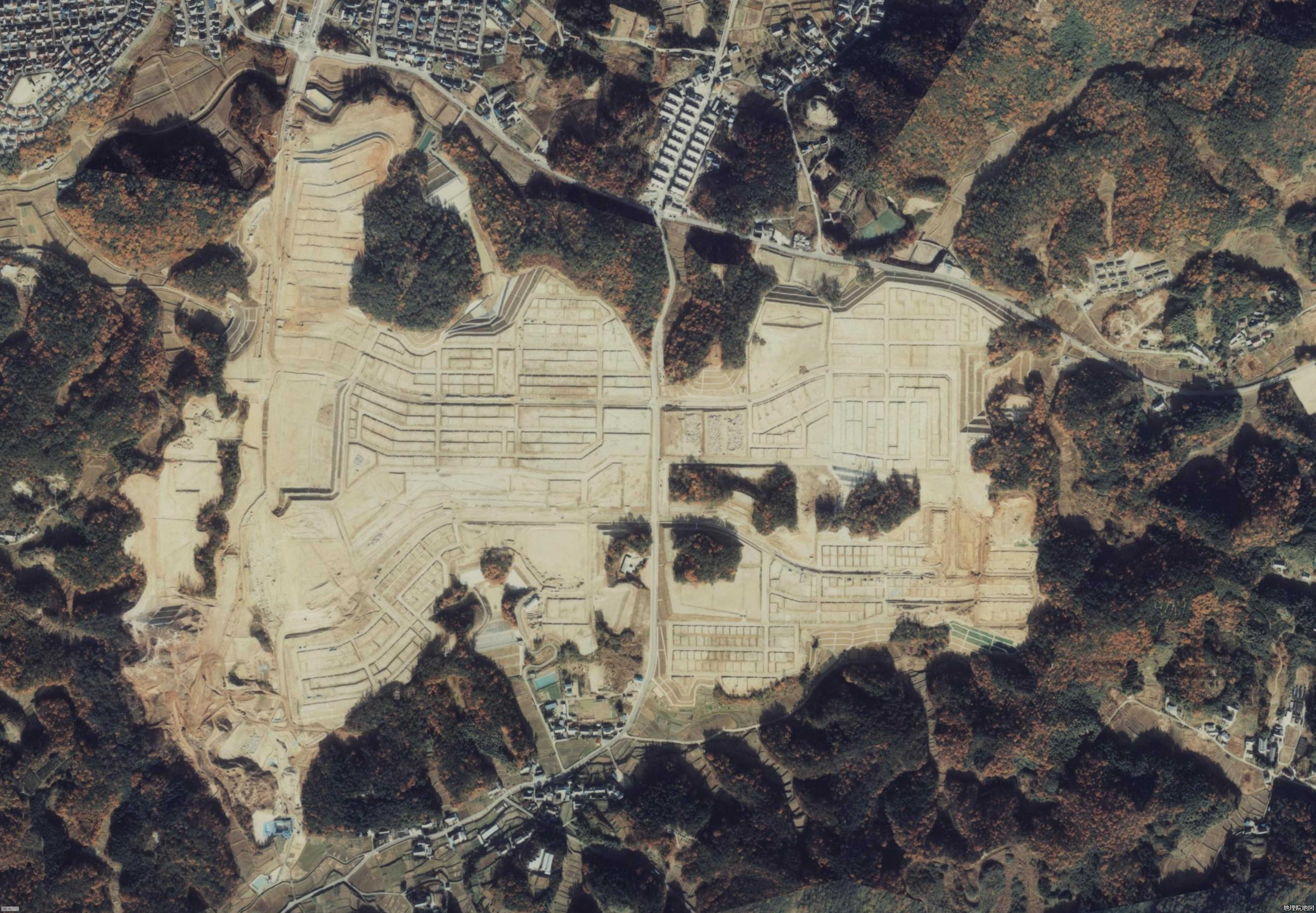
1982年の五ケ丘(国土地理院撮影)

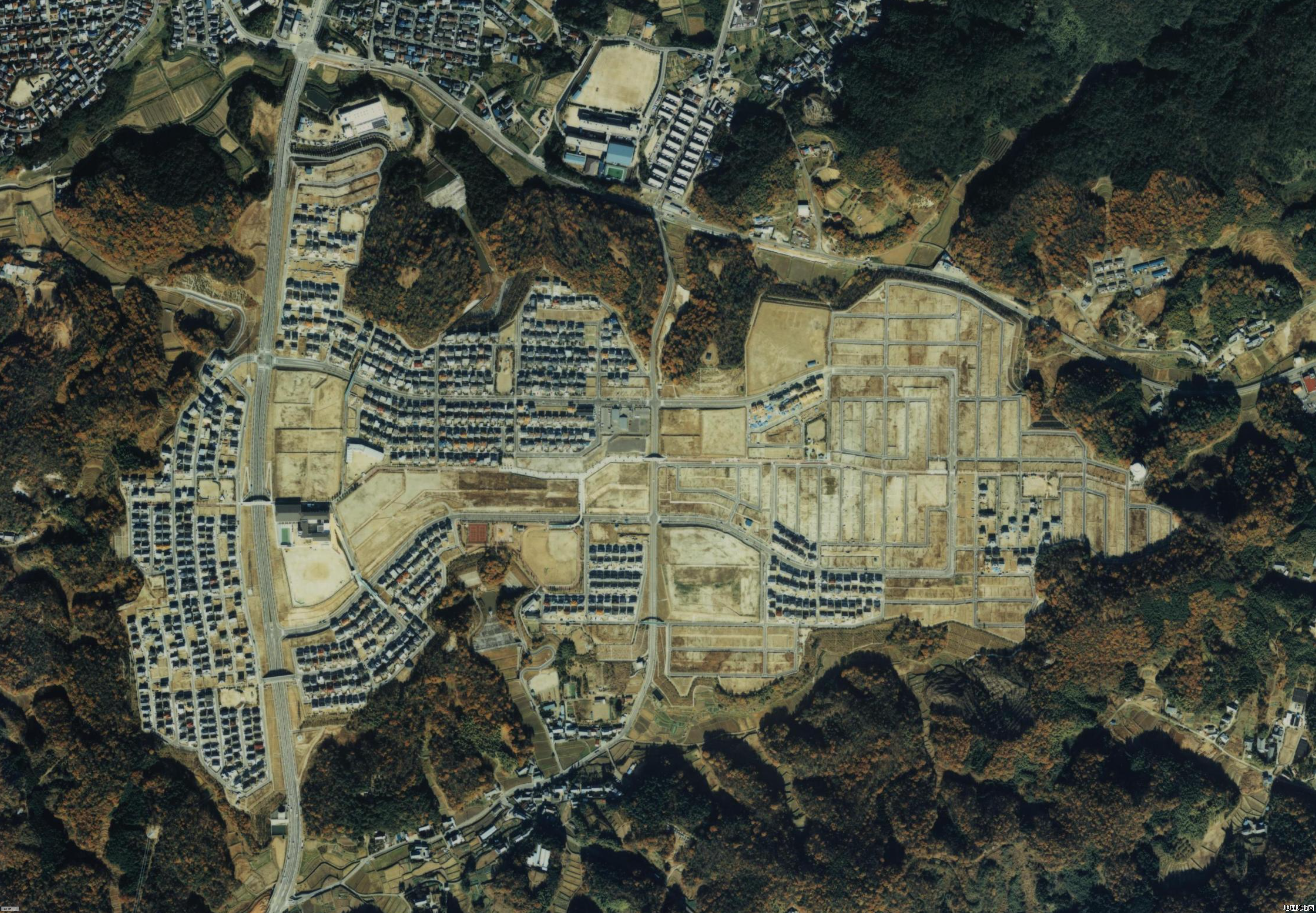
1987年の五ケ丘(国土地理院撮影)

## 世帯数と人口

### 人口の変遷
国勢調査による人口および世帯数の推移。
| 1995年（平成7年）  | 1959世帯 7605人 |  |
| 2000年（平成12年） | 2053世帯 7758人 |  |
| 2005年（平成17年） | 2068世帯 7215人 |  |
| 2010年（平成22年） | 2103世帯 6531人 |  |
| 2015年（平成27年） | 2114世帯 6029人 |  |
| 2020年（令和2年）  | 2167世帯 5719人 |  |

## 学区
市立小・中学校に通う場合、学区は以下の通りとなる。
| 丁目・字       | 番地 | 小学校                 | 中学校             |
| -------------- | ---- | ---------------------- | ------------------ |
| 五ケ丘1〜5丁目 | 全域 | 豊田市立五ケ丘小学校   | 豊田市立益富中学校 |
| 五ケ丘桐山     | 全域 | 豊田市立五ケ丘小学校   | 豊田市立益富中学校 |
| 五ケ丘6〜8丁目 | 全域 | 豊田市立五ケ丘東小学校 | 豊田市立益富中学校 |
| 五ケ丘猿口     | 全域 | 豊田市立五ケ丘東小学校 | 豊田市立益富中学校 |
| 五ケ丘鳥立     | 全域 | 豊田市立五ケ丘東小学校 | 豊田市立益富中学校 |

## 交通
五ケ丘周辺に鉄道は通っていない。最寄駅は名鉄三河線豊田市駅（愛知環状鉄道線新豊田駅）か、愛知環状鉄道線三河豊田駅となる。いずれの駅へも道路で5km程度、道路が混んでいない時間帯であれば自動車で10〜15分の距離である。

### 公共交通機関
五ケ丘の中へはとよたおいでんバス【26系統】土橋・豊田東環状線が乗り入れている。各鉄道駅から26系統を利用した五ケ丘へのアクセスは以下の通りである。
- 名鉄三河線豊田市駅東口から、おいでんバス26系統（土橋行き、三河豊田行き、五ケ丘ニュータウン行き、五ケ丘小学校前行き）
- 愛知環状鉄道線三河豊田駅から、おいでんバス26系統（豊田市行き）
- 名鉄三河線土橋駅から、おいでんバス26系統（豊田市行き）

その他、豊田市駅から、とよたおいでんバス【10系統】下山・豊田線(大沼行き、中垣内行き)でも五ケ丘の北側に行くことが可能である。

### 自動車
- 最寄りのインターチェンジは東海環状自動車道豊田松平ICであり、5分以内の距離である。
- 豊田外環状線が町内を南北に通っており、北側には国道301号が通っている。

## 施設
- 豊田市立五ケ丘小学校
- 五ケ丘公園
- 五ヶ丘運動広場
- 豊田市立五ケ丘東小学校
- 豊田五ケ丘郵便局
- 五ケ丘大和幼稚園
- ベル豊田幼稚園
- 万葉の丘
- DCM豊田五ケ丘店
- メグリア五ケ丘店
- ローソン豊田五ヶ丘店

| 丁目・字 | 教育機関               | その他の建物                      | 公園                                               | 丘                  |
| -------- | ---------------------- | --------------------------------- | -------------------------------------------------- | ------------------- |
| 1丁目    |                        | ローソン豊田五ヶ丘店              | さんぼんまつ公園 けやきだい公園                    | 草笛の丘            |
| 2丁目    | 五ケ丘大和幼稚園       | 旧五ケ丘浄化センター              | いわやま公園 五ケ丘第1ちびっこ広場                 |                     |
| 3丁目    |                        | メグリア五ケ丘店 豊田五ケ丘郵便局 | ふたつやま公園 五ケ丘第2ちびっこ広場（パンダ公園） |                     |
| 4丁目    | 豊田市立五ケ丘小学校   | DCM豊田五ケ丘店                   |                                                    |                     |
| 5丁目    |                        |                                   | 五ケ丘公園                                         |                     |
| 6丁目    |                        |                                   | 五ケ丘運動広場 6丁目広場                           |                     |
| 7丁目    | ベル豊田幼稚園         |                                   | あめいけ公園 五ケ丘第3ちびっこ広場                 |                     |
| 8丁目    | 豊田市立五ケ丘東小学校 | 五ケ丘配水場                      | しいのき公園 8丁目広場                             |                     |
| 桐山     |                        |                                   |                                                    | 太陽の丘 鐘のなる丘 |
| 猿口     |                        |                                   |                                                    | 見晴らしの丘        |
| 鳥立     |                        |                                   |                                                    | 万葉の丘            |

## その他
- 五ケ丘地区確定図（豊田都市計画事業五ケ丘土地区画整理事業整理図）（年月日は資料に不記載のため不明）を見ると、現在の五ケ丘6丁目にある五ケ丘運動広場（五ケ丘グラウンド）の敷地に「中学校」と記載されている。なお、現在ある2箇所の小学校の敷地にはどちらも「小学校」と記載されている。
- 1968年（昭和43年）測量の国土地理院、国土基本図を見ると、かつて現在の五ケ丘3丁目付近に豊田市し尿処理場と豊田市塵芥処理場が存在していたことがわかる。

### WEB
1. ↑  “愛知県豊田市の町丁・字一覧”.   人口統計ラボ. 2024年2月26日閲覧。
2. 1 2  総務省統計局 (2022年2月10日). “令和2年国勢調査の調査結果(e-Stat) - 男女別人口，外国人人口及び世帯数－町丁・字等” (CSV). 2023年8月2日閲覧。
3. ↑  “読み仮名データの促音・拗音を小書きで表記するもの(zip形式) 愛知県” (zip).   日本郵便 (2024年2月29日). 2024年3月26日閲覧。
4. ↑  “市外局番の一覧” (PDF).   総務省 (2022年3月1日). 2022年3月22日閲覧。
5. ↑  “ナンバープレートについて”.   一般社団法人愛知県自動車会議所. 2024年1月21日閲覧。
6. ↑  豊田市では全体で住居表示は行われていない。“その他（住民票に関すること）よくある質問”.   豊田市. 2025年5月28日閲覧。
7. ↑  “換地処分済の土地区画整理事業一覧（公団施行）”.   豊田市. 2025年5月24日閲覧。
8. ↑  “オープンデータ　データ提供　豊田市の人口”.   豊田市. 2025年5月13日閲覧。
9. ↑  総務省統計局 (2014年3月28日). “平成7年国勢調査の調査結果(e-Stat) - 男女別人口及び世帯数 －町丁・字等” (CSV). 2021年7月20日閲覧。
10. ↑  総務省統計局 (2014年5月30日). “平成12年国勢調査の調査結果(e-Stat) - 男女別人口及び世帯数 －町丁・字等” (CSV). 2021年7月20日閲覧。
11. ↑  総務省統計局 (2014年6月27日). “平成17年国勢調査の調査結果(e-Stat) - 男女別人口及び世帯数 －町丁・字等” (CSV). 2021年7月21日閲覧。
12. ↑  総務省統計局 (2012年1月20日). “平成22年国勢調査の調査結果(e-Stat) - 男女別人口及び世帯数 －町丁・字等” (CSV). 2021年7月21日閲覧。
13. ↑  総務省統計局 (2017年1月27日). “平成27年国勢調査の調査結果(e-Stat) - 男女別人口及び世帯数 －町丁・字等” (CSV). 2021年7月21日閲覧。
14. ↑  “町名別小中学校区”.   豊田市. 2025年5月13日閲覧。